# فاليري بيدرو
فاليري بيدرو (بالإنجليزية: Valerie Pedro)‏ هي منافسة ألعاب القوى بالاوية، ولدت في 16 نوفمبر 1973، وتوفيت في 25 مارس 2007.

## وصلات خارجية
- فاليري بيدرو على موقع أوليمبيديا (الإنجليزية)